# Queen Charlotte Sound (Kanada)
Der Queen Charlotte Sound ist ein schiffbares Gewässer vor der Westküste Kanadas. Während er sich nach Westen zum Pazifik öffnet und nach Osten durch das kanadische Festland begrenzt wird, schließt sich nach Norden die Hecate Strait und nach Süden die Queen Charlotte Strait an. Der Sound wurde nach Königin Charlotte, der Gemahlin Georg III. benannt.
Das geographische Informationssystem der Provinz Britisch Columbia, BC Geographical Names, benennt als Eckpunkte des Gewässers die folgenden. Den nordwestlichsten Punkt bildet Cape St. James an der Südspitze von Kunghit Island, dem südlichsten Punkt der der Küste vorgelagerten Inselgruppe Haida Gwaii. Der nordöstliche Eckpunkt wird durch Day Point, der Südspitze von Price Island, gebildet. Auf dem Festland bildet dann Cape Caution die südöstliche Ecke. Südlicher Wendepunkt ist Cape Sutil auf Vancouver Island und die südwestliche Landmarke ist Cape Scott auf Vancouver Island.  
Die größeren Inseln in dem Küstengewässer sind von Norden nach Süden: Campbell Island, Hunter Island, King Island und Calvert Island.